# Guatteria punctata
Guatteria punctata là loài thực vật có hoa thuộc họ Na. Loài này được (Aubl.) R.A.Howard mô tả khoa học đầu tiên năm 1983.